# Finales NBA 2003
Navigation
Finales 2002 Finales 2004
Les finales NBA 2003 sont la dernière série de matchs de la saison 2002-2003 de la NBA et la conclusion des séries éliminatoires (playoffs) de la saison. Le champion de la conférence Est, les Nets du New Jersey rencontrent le champion de la conférence Ouest, les Spurs de San Antonio. San Antonio possède l'avantage du terrain. Tim Duncan a été élu MVP des Finales pour la deuxième fois, en tournant en moyenne avec 24 points et 17 rebonds.

## Contexte
Durant la saison, la star des Spurs, David Robinson, a annoncé que c’était sa dernière saison. La finale de la NBA marque également la fin de la carrière de Steve Kerr, qui a déjà remporté trois titres avec les Bulls de Chicago.
Au cours des dernières saisons, les blessures ont ralenti la productivité de Robinson au point où il a raté 18 matchs dans sa dernière saison, tout en n’obtenant que 8,5 points de moyenne par match. Néanmoins, Robinson prend sa retraite en détenant les records de franchise des Spurs en points, rebonds, interceptions et contres. Les Spurs ont connu une saison très réussie, terminant à 60-22, enregistrant le meilleur bilan de la NBA cette année-là.
Les playoffs ont commencé par une défaite pour les Spurs contre les Suns de Phoenix en prolongation. Cependant, les Spurs ont rebondi pour remporter la série en 6 matchs. Le deuxième tour a mis les Spurs face au triple champion en titre, les Lakers de Los Angeles. Après avoir partagé les quatre premiers matchs, les Spurs ont remporté une victoire dans le match 5. Les Spurs ont finalement éliminé les Lakers dans le match 6. En finale de conférence, les Spurs affrontent leur ennemi d'État, les Mavericks de Dallas. Les Spurs ont perdu le match 1 par trois points, mais ont pris le contrôle de la série à partir de là, prenant les trois matchs suivants. Après avoir perdu le match 5 à domicile 103-91, les Spurs sont revenus de 15 points le quatrième quart-temps du match 6 pour remporter la série en six matchs avec une victoire 90-78 à Dallas, avançant vers leur deuxième finale NBA dans l’histoire de la franchise.
De l'autre côté, les Nets du New Jersey, qui ont perdu contre les Lakers en finale NBA l’année précédente, étaient prêts à se présenter comme des candidats sérieux au titre, au sein de la conférence Est. Les Nets ont terminé la saison régulière à 49-33, assez bon pour gagner la division Atlantique et s’emparer de la deuxième place dans la conférence. Après avoir partagé les quatre premiers matchs avec les Bucks de Milwaukee au premier tour, les Nets ont pris le contrôle, remportant la série en 6 matchs. Dès lors, les Nets n’ont eu aucun mal à faire un retour en finale NBA, balayant les Celtics de Boston et les Pistons de Détroit pour remporter leur deuxième titre de conférence consécutif. Avec leur dossier de 49-33, les Nets de 2003 restent la dernière équipe avec moins de 50 victoires à atteindre la finale NBA.

## Lieux des compétitions
Les deux salles pour le tournoi ces finales sont : le Meadowlands Arena d'East Rutherford et l'AT&T Center de San Antonio.
| San Antonio                 | \| East Rutherford San Antonio \| | East Rutherford   |
| AT&T Center                 | \| East Rutherford San Antonio \| | Meadowlands Arena |
| Capacité: 18 418            | \| East Rutherford San Antonio \| | Capacité: 20 049  |
| AT&T Center                 | \| East Rutherford San Antonio \| | Meadowlands       |
| East Rutherford San Antonio |                                   |                   |

## Résumé de la saison régulière
| Champion de division | Qualifié pour les playoffs | Non qualifié pour les playoffs |

### Par conférence
| Conférence Est | Conférence Est                 | Conférence Est | Conférence Est | Conférence Est |
| No             | Franchise                      | Vic.           | Déf.           | PCT            |
| -------------- | ------------------------------ | -------------- | -------------- | -------------- |
| 1              | Pistons de Détroit             | 50             | 32             | 61.0           |
| 2              | Nets du New Jersey             | 49             | 33             | 59.8           |
| 3              | Pacers de l'Indiana            | 48             | 34             | 58.5           |
| 4              | 76ers de Philadelphie          | 48             | 34             | 58.5           |
| 5              | Hornets de La Nouvelle-Orléans | 47             | 35             | 57.3           |
| 6              | Celtics de Boston              | 44             | 38             | 53.7           |
| 7              | Bucks de Milwaukee             | 42             | 40             | 51.2           |
| 8              | Magic d'Orlando                | 42             | 40             | 51.2           |
|                |                                |                |                |                |
| 9              | Knicks de New York             | 37             | 45             | 45.1           |
| 10             | Wizards de Washington          | 37             | 45             | 45.1           |
| 11             | Hawks d'Atlanta                | 35             | 47             | 42.7           |
| 12             | Bulls de Chicago               | 30             | 52             | 36.6           |
| 13             | Heat de Miami                  | 25             | 57             | 30.5           |
| 14             | Raptors de Toronto             | 24             | 58             | 29.3           |
| 15             | Cavaliers de Cleveland         | 17             | 65             | 20.7           |

| Conférence Ouest | Conférence Ouest          | Conférence Ouest | Conférence Ouest | Conférence Ouest |
| No               | Franchise                 | Vic.             | Déf.             | PCT              |
| ---------------- | ------------------------- | ---------------- | ---------------- | ---------------- |
| 1                | Spurs de San Antonio C    | 60               | 22               | 73.2             |
| 2                | Kings de Sacramento       | 59               | 23               | 72.0             |
| 3                | Mavericks de Dallas       | 60               | 22               | 73.2             |
| 4                | Timberwolves du Minnesota | 51               | 31               | 62.2             |
| 5                | Lakers de Los Angeles     | 50               | 32               | 61.0             |
| 6                | Trail Blazers de Portland | 50               | 32               | 61.0             |
| 7                | Jazz de l'Utah            | 47               | 35               | 57.3             |
| 8                | Suns de Phoenix           | 44               | 38               | 53.7             |
|                  |                           |                  |                  |                  |
| 9                | Rockets de Houston        | 43               | 39               | 52.4             |
| 10               | SuperSonics de Seattle    | 40               | 42               | 48.8             |
| 11               | Warriors de Golden State  | 38               | 44               | 46.3             |
| 12               | Grizzlies de Memphis      | 28               | 54               | 34.1             |
| 13               | Clippers de Los Angeles   | 27               | 55               | 32.9             |
| 14               | Nuggets de Denver         | 17               | 65               | 20.7             |

C - Champions NBA

### Tableau des playoffs
|  | 1er tour         | 1er tour                       | 1er tour              |   |                           | Demi-finales de Conférence | Demi-finales de Conférence | Demi-finales de Conférence |  |   | Finales de Conférence | Finales de Conférence | Finales de Conférence |  |    | Finales NBA        | Finales NBA | Finales NBA |
|  |                  |                                |                       |   |                           |                            |                            |                            |  |   |                       |                       |                       |  |    |                    |             |             |
|  | 1                | Pistons de Détroit             | 4                     |   |                           |                            |                            |                            |  |   |                       |                       |                       |  |    |                    |             |             |
|  | 8                | Magic d'Orlando                | 3                     |   |                           |                            |                            |                            |  |   |                       |                       |                       |  |    |                    |             |             |
|  | 8                | Magic d'Orlando                | 3                     |   | 1                         | Pistons de Détroit         | 4                          |                            |  |   |                       |                       |                       |  |    |                    |             |             |
|  |                  |                                |                       |   | 1                         | Pistons de Détroit         | 4                          |                            |  |   |                       |                       |                       |  |    |                    |             |             |
|  |                  | 4                              | 76ers de Philadelphie | 2 |                           |                            |                            |                            |  |   |                       |                       |                       |  |    |                    |             |             |
|  | 4                | 4                              | 76ers de Philadelphie | 2 | 76ers de Philadelphie     | 4                          |                            |                            |  |   |                       |                       |                       |  |    |                    |             |             |
|  | 4                |                                |                       |   | 76ers de Philadelphie     | 4                          |                            |                            |  |   |                       |                       |                       |  |    |                    |             |             |
|  | 5                | Hornets de La Nouvelle-Orléans | 2                     |   |                           |                            |                            |                            |  |   |                       |                       |                       |  |    |                    |             |             |
|  | 5                | Hornets de La Nouvelle-Orléans | 2                     |   |                           |                            |                            |                            |  | 1 | Pistons de Détroit    | 0                     |                       |  |    |                    |             |             |
|  | Conférence Est   |                                |                       |   |                           |                            |                            |                            |  | 1 | Pistons de Détroit    | 0                     |                       |  |    |                    |             |             |
|  |                  | 2                              | Nets du New Jersey    | 4 |                           |                            |                            |                            |  |   |                       |                       |                       |  |    |                    |             |             |
|  | 3                | 2                              | Nets du New Jersey    | 4 | Pacers de l'Indiana       | 2                          |                            |                            |  |   |                       |                       |                       |  |    |                    |             |             |
|  | 3                |                                |                       |   | Pacers de l'Indiana       | 2                          |                            |                            |  |   |                       |                       |                       |  |    |                    |             |             |
|  | 6                | Celtics de Boston              | 4                     |   |                           |                            |                            |                            |  |   |                       |                       |                       |  |    |                    |             |             |
|  | 6                | Celtics de Boston              | 4                     |   | 6                         | Celtics de Boston          | 0                          |                            |  |   |                       |                       |                       |  |    |                    |             |             |
|  |                  |                                |                       |   | 6                         | Celtics de Boston          | 0                          |                            |  |   |                       |                       |                       |  |    |                    |             |             |
|  |                  | 2                              | Nets du New Jersey    | 4 |                           |                            |                            |                            |  |   |                       |                       |                       |  |    |                    |             |             |
|  | 2                | 2                              | Nets du New Jersey    | 4 | Nets du New Jersey        | 4                          |                            |                            |  |   |                       |                       |                       |  |    |                    |             |             |
|  | 2                |                                |                       |   | Nets du New Jersey        | 4                          |                            |                            |  |   |                       |                       |                       |  |    |                    |             |             |
|  | 7                | Bucks de Milwaukee             | 2                     |   |                           |                            |                            |                            |  |   |                       |                       |                       |  |    |                    |             |             |
|  | 7                | Bucks de Milwaukee             | 2                     |   |                           |                            |                            |                            |  |   |                       |                       |                       |  | E2 | Nets du New Jersey | 2           |             |
|  |                  |                                |                       |   |                           |                            |                            |                            |  |   |                       |                       |                       |  | E2 | Nets du New Jersey | 2           |             |
|  |                  | W1                             | Spurs de San Antonio  | 4 |                           |                            |                            |                            |  |   |                       |                       |                       |  |    |                    |             |             |
|  | 1                | W1                             | Spurs de San Antonio  | 4 | Spurs de San Antonio      | 4                          |                            |                            |  |   |                       |                       |                       |  |    |                    |             |             |
|  | 1                |                                |                       |   | Spurs de San Antonio      | 4                          |                            |                            |  |   |                       |                       |                       |  |    |                    |             |             |
|  | 8                | Suns de Phoenix                | 2                     |   |                           |                            |                            |                            |  |   |                       |                       |                       |  |    |                    |             |             |
|  | 8                | Suns de Phoenix                | 2                     |   | 1                         | Spurs de San Antonio       | 4                          |                            |  |   |                       |                       |                       |  |    |                    |             |             |
|  |                  |                                |                       |   | 1                         | Spurs de San Antonio       | 4                          |                            |  |   |                       |                       |                       |  |    |                    |             |             |
|  |                  | 5                              | Lakers de Los Angeles | 2 |                           |                            |                            |                            |  |   |                       |                       |                       |  |    |                    |             |             |
|  | 4                | 5                              | Lakers de Los Angeles | 2 | Timberwolves du Minnesota | 2                          |                            |                            |  |   |                       |                       |                       |  |    |                    |             |             |
|  | 4                |                                |                       |   | Timberwolves du Minnesota | 2                          |                            |                            |  |   |                       |                       |                       |  |    |                    |             |             |
|  | 5                | Lakers de Los Angeles          | 4                     |   |                           |                            |                            |                            |  |   |                       |                       |                       |  |    |                    |             |             |
|  | 5                | Lakers de Los Angeles          | 4                     |   |                           |                            |                            |                            |  | 1 | Spurs de San Antonio  | 4                     |                       |  |    |                    |             |             |
|  | Conférence Ouest |                                |                       |   |                           |                            |                            |                            |  | 1 | Spurs de San Antonio  | 4                     |                       |  |    |                    |             |             |
|  |                  | 3                              | Mavericks de Dallas   | 2 |                           |                            |                            |                            |  |   |                       |                       |                       |  |    |                    |             |             |
|  | 3                | 3                              | Mavericks de Dallas   | 2 | Mavericks de Dallas       | 4                          |                            |                            |  |   |                       |                       |                       |  |    |                    |             |             |
|  | 3                |                                |                       |   | Mavericks de Dallas       | 4                          |                            |                            |  |   |                       |                       |                       |  |    |                    |             |             |
|  | 6                | Trail Blazers de Portland      | 3                     |   |                           |                            |                            |                            |  |   |                       |                       |                       |  |    |                    |             |             |
|  | 6                | Trail Blazers de Portland      | 3                     |   | 3                         | Mavericks de Dallas        | 4                          |                            |  |   |                       |                       |                       |  |    |                    |             |             |
|  |                  |                                |                       |   | 3                         | Mavericks de Dallas        | 4                          |                            |  |   |                       |                       |                       |  |    |                    |             |             |
|  |                  | 2                              | Kings de Sacramento   | 3 |                           |                            |                            |                            |  |   |                       |                       |                       |  |    |                    |             |             |
|  | 2                | 2                              | Kings de Sacramento   | 3 | Kings de Sacramento       | 4                          |                            |                            |  |   |                       |                       |                       |  |    |                    |             |             |
|  | 2                |                                |                       |   | Kings de Sacramento       | 4                          |                            |                            |  |   |                       |                       |                       |  |    |                    |             |             |
|  | 7                | Jazz de l'Utah                 | 1                     |   |                           |                            |                            |                            |  |   |                       |                       |                       |  |    |                    |             |             |

### Face à face en saison régulière
Les Spurs et les Nets se sont rencontrés 2 fois. Ils ont chacun remporté un match durant la saison régulière.
| Match | Date             | Équipe à domicile    | Score | Équipe à l'extérieur |
| ----- | ---------------- | -------------------- | ----- | -------------------- |
| 1     | 13 novembre 2002 | Nets du New Jersey   | 91-82 | Spurs de San Antonio |
| 2     | 6 mars 2003      | Spurs de San Antonio | 92-78 | Nets du New Jersey   |

## Formule
Pour les séries finales la franchise gagnante est la première à remporter quatre victoires, soit un minimum de quatre matchs et un maximum de sept. Les rencontres se déroulent dans l'ordre suivant :
| Match | Recevant       | Match | Recevant       | Match | Recevant        | Match | Recevant        |
| ----- | -------------- | ----- | -------------- | ----- | --------------- | ----- | --------------- |
| 1     | Meilleur bilan | 2     | Meilleur bilan | 3     | Moins bon bilan | 4     | Moins bon bilan |

| Match | Recevant        | Match | Recevant       | Match | Recevant       |
| ----- | --------------- | ----- | -------------- | ----- | -------------- |
| 5     | Moins bon bilan | 6     | Meilleur bilan | 7     | Meilleur bilan |

## Les Finales

### Match 1
| 4 juin | Recap | Nets du New Jersey 89, Spurs de San Antonio 101    | Nets du New Jersey 89, Spurs de San Antonio 101 | Nets du New Jersey 89, Spurs de San Antonio 101 |  | AT&T Center, San Antonio Arbitres : Dick Bavetta, Joe Crawford, Joe DeRosa | ABC |
| 4 juin | Recap | Score par quart-temps : 21-18, 21-24, 17-32, 30-27 |                                                 |                                                 |  | AT&T Center, San Antonio Arbitres : Dick Bavetta, Joe Crawford, Joe DeRosa | ABC |
| 4 juin | Recap | Kenyon Martin 21 Kenyon Martin 12 Jason Kidd 10    | Points Rebonds Passes d.                        | Tim Duncan 32 Tim Duncan 20 Tim Duncan 6        |  | AT&T Center, San Antonio Arbitres : Dick Bavetta, Joe Crawford, Joe DeRosa | ABC |

### Match 2
| 6 juin | Recap | Nets du New Jersey 87, Spurs de San Antonio 85     | Nets du New Jersey 87, Spurs de San Antonio 85 | Nets du New Jersey 87, Spurs de San Antonio 85 |  | AT&T Center, San Antonio, Texas Arbitres : Dan Crawford, Bob Delaney, Bennett Salvatore | ABC |
| 6 juin | Recap | Score par quart-temps : 19-18, 22-17, 25-21, 21-29 |                                                |                                                |  | AT&T Center, San Antonio, Texas Arbitres : Dan Crawford, Bob Delaney, Bennett Salvatore | ABC |
| 6 juin | Recap | Jason Kidd 30 Kidd, Harris 7 Kenyon Martin 4       | Points Rebonds Passes d.                       | Tony Parker 21 Tim Duncan 12 Tony Parker 5     |  | AT&T Center, San Antonio, Texas Arbitres : Dan Crawford, Bob Delaney, Bennett Salvatore | ABC |

### Match 3
| 8 juin | Recap | Spurs de San Antonio 84, Nets du New Jersey 79    | Spurs de San Antonio 84, Nets du New Jersey 79 | Spurs de San Antonio 84, Nets du New Jersey 79  |  | Meadowlands Arena, East Rutherford, New Jersey Arbitres : Ron Garretson, Steve Javie, Jack Nies | ABC |
| 8 juin | Recap | Score par quart-temps : 15-21, 18-9, 21-27, 30-22 |                                                |                                                 |  | Meadowlands Arena, East Rutherford, New Jersey Arbitres : Ron Garretson, Steve Javie, Jack Nies | ABC |
| 8 juin | Recap | Tony Parker 26 Tim Duncan 16 Tim Duncan 7         | Points Rebonds Passes d.                       | Kenyon Martin 23 Kenyon Martin 11 Jason Kidd 11 |  | Meadowlands Arena, East Rutherford, New Jersey Arbitres : Ron Garretson, Steve Javie, Jack Nies | ABC |

### Match 4
| 11 juin | Recap | Spurs de San Antonio 76, Nets du New Jersey 77     | Spurs de San Antonio 76, Nets du New Jersey 77 | Spurs de San Antonio 76, Nets du New Jersey 77 |  | Meadowlands Arena, East Rutherford, New Jersey Arbitres : Mike Callahan, Bernie Fryer, Eddie Rush | ABC |
| 11 juin | Recap | Score par quart-temps : 18-16, 16-29, 23-11, 19-21 |                                                |                                                |  | Meadowlands Arena, East Rutherford, New Jersey Arbitres : Mike Callahan, Bernie Fryer, Eddie Rush | ABC |
| 11 juin | Recap | Tim Duncan 23 Tim Duncan 17 Parker, Jackson 3      | Points Rebonds Passes d.                       | Kenyon Martin 20 Kenyon Martin 13 Jason Kidd 9 |  | Meadowlands Arena, East Rutherford, New Jersey Arbitres : Mike Callahan, Bernie Fryer, Eddie Rush | ABC |

### Match 5
| 13 juin | Recap | Spurs de San Antonio 93, Nets du New Jersey 83     | Spurs de San Antonio 93, Nets du New Jersey 83 | Spurs de San Antonio 93, Nets du New Jersey 83 |  | Meadowlands Arena, East Rutherford, New Jersey Arbitres : Dick Bavetta, Joe Crawford, Bennett Salvatore | ABC |
| 13 juin | Recap | Score par quart-temps : 19-18, 23-16, 24-23, 27-26 |                                                |                                                |  | Meadowlands Arena, East Rutherford, New Jersey Arbitres : Dick Bavetta, Joe Crawford, Bennett Salvatore | ABC |
| 13 juin | Recap | Tim Duncan 29 Tim Duncan 17 Duncan, Parker 4       | Points Rebonds Passes d.                       | Jason Kidd 29 Kenyon Martin 9 Jason Kidd 7     |  | Meadowlands Arena, East Rutherford, New Jersey Arbitres : Dick Bavetta, Joe Crawford, Bennett Salvatore | ABC |

### Match 6
| 15 juin | Recap | Nets du New Jersey 77, Spurs de San Antonio 88     | Nets du New Jersey 77, Spurs de San Antonio 88 | Nets du New Jersey 77, Spurs de San Antonio 88 |  | AT&T Center, San Antonio, Texas Arbitres : Dan Crawford, Bob Delaney, Ron Garretson | ABC |
| 15 juin | Recap | Score par quart-temps : 25-17, 16-21, 22-19, 14-31 |                                                |                                                |  | AT&T Center, San Antonio, Texas Arbitres : Dan Crawford, Bob Delaney, Ron Garretson | ABC |
| 15 juin | Recap | Jason Kidd 21 Kenyon Martin 10 Jason Kidd 7        | Points Rebonds Passes d.                       | Tim Duncan 21 Tim Duncan 20 Tim Duncan 10      |  | AT&T Center, San Antonio, Texas Arbitres : Dan Crawford, Bob Delaney, Ron Garretson | ABC |

## Équipes

### Spurs de San Antonio
| Effectif des Spurs de San Antonio 2002-2003 |
| --- |
| 3 Stephen Jackson • 8 Steve Smith • 9 Tony Parker • 10 Speedy Claxton • 12 Bruce Bowen • 20 Manu Ginóbili • 21 Tim Duncan (MVP Finales) • 25 Steve Kerr • 31 Malik Rose • 34 Mengke Bateer • 35 Danny Ferry • 42 Kevin Willis • 50 David Robinson Entraîneur : Gregg Popovich |

### Nets du New Jersey
| Effectif des Nets du New Jersey 2002-2003 |
| --- |
| 1 Brandon Armstrong • 2 Anthony Johnson • 5 Jason Kidd • 6 Kenyon Martin • 8 Tamar Slay • 12 Lucious Harris • 13 Donny Marshall • 21 Brian Scalabrine • 24 Richard Jefferson • 30 Kerry Kittles • 34 Aaron Williams • 35 Jason Collins • 54 Rodney Rogers • 55 Dikembe Mutombo Entraîneur : Byron Scott |

## Statistiques

### Spurs de San Antonio
| Joueur          | MJ | MC | MPG  | FG%  | 3P%  | FT%  | RPG  | APG | SPG | BPG | PPG  |
| --------------- | -- | -- | ---- | ---- | ---- | ---- | ---- | --- | --- | --- | ---- |
| Bruce Bowen     | 6  | 6  | 28.5 | 23,3 | 28,6 | 100  | 3.2  | 0.8 | 0.7 | 0.3 | 3.3  |
| Speedy Claxton  | 6  | 0  | 12.5 | 56,0 | 0    | 75,0 | 1.0  | 1.5 | 0.7 | 0.7 | 6.2  |
| Tim Duncan      | 6  | 6  | 43.8 | 49,5 | 0    | 68,5 | 17.0 | 5.3 | 1.0 | 5.3 | 24.2 |
| Danny Ferry     | 3  | 0  | 1.0  | 0    | 0    | 0    | 0.0  | 0.0 | 0.0 | 0.0 | 0.0  |
| Manu Ginóbili   | 6  | 0  | 28.7 | 34,8 | 21,4 | 81,0 | 4.5  | 2.0 | 2.2 | 0.5 | 8.7  |
| Stephen Jackson | 6  | 6  | 35.5 | 37,7 | 35,7 | 50,0 | 4.2  | 2.7 | 1.2 | 0.3 | 10.3 |
| Steve Kerr      | 4  | 0  | 5.0  | 75,0 | 100  | 50,0 | 0.3  | 0.5 | 0.3 | 0.0 | 2.0  |
| Tony Parker     | 6  | 6  | 35.3 | 38,6 | 42,9 | 60,9 | 3.2  | 4.2 | 0.3 | 0.2 | 14.0 |
| David Robinson  | 6  | 6  | 26.8 | 61,1 | 0    | 70,0 | 7.3  | 0.7 | 1.2 | 1.8 | 10.8 |
| Malik Rose      | 6  | 0  | 21.2 | 44,2 | 0    | 100  | 3.8  | 0.7 | 0.5 | 0.5 | 7.7  |
| Steve Smith     | 1  | 0  | 1.0  | 0    | 0    | 0    | 0.0  | 0.0 | 0.0 | 0.0 | 0.0  |
| Kevin Willis    | 5  | 0  | 4.4  | 33,3 | 0    | 100  | 1.8  | 0.0 | 0.0 | 0.2 | 1.6  |

### Nets du New Jersey
| Joueur            | MJ | MC | MPG  | FG%  | 3P%  | FT%  | RPG  | APG | SPG | BPG | PPG  |
| ----------------- | -- | -- | ---- | ---- | ---- | ---- | ---- | --- | --- | --- | ---- |
| Jason Collins     | 6  | 6  | 25.2 | 33,3 | 0    | 80,0 | 4.7  | 1.0 | 0.7 | 0.5 | 3.7  |
| Lucious Harris    | 6  | 0  | 20.8 | 30,6 | 33,3 | 78,9 | 2.7  | 1.2 | 0.3 | 0.0 | 6.5  |
| Richard Jefferson | 6  | 6  | 38.2 | 41,7 | 0    | 79,2 | 6.5  | 1.8 | 1.3 | 0.3 | 13.2 |
| Anthony Johnson   | 5  | 0  | 5.6  | 55,6 | 50,0 | 0    | 0.2  | 0.2 | 0.2 | 0.0 | 2.2  |
| Jason Kidd        | 6  | 6  | 44.2 | 36,4 | 27,0 | 83,3 | 6.2  | 7.8 | 1.2 | 0.2 | 19.7 |
| Kerry Kittles     | 6  | 6  | 31.3 | 37,7 | 30,4 | 80,0 | 4.2  | 1.3 | 1.8 | 0.5 | 10.8 |
| Kenyon Martin     | 6  | 6  | 37.5 | 34,4 | 0    | 66,7 | 10.0 | 2.2 | 1.7 | 2.3 | 14.7 |
| Dikembe Mutombo   | 6  | 0  | 13.7 | 50,0 | 0    | 100  | 2.8  | 0.0 | 0.5 | 1.3 | 2.3  |
| Rodney Rogers     | 6  | 0  | 12.3 | 32,3 | 37,5 | 83,3 | 1.7  | 0.5 | 0.0 | 0.0 | 4.7  |
| Brian Scalabrine  | 1  | 0  | 1.0  | 0    | 0    | 0    | 1.0  | 0.0 | 0.0 | 0.0 | 0.0  |
| Tamar Slay        | 1  | 0  | 1.0  | 0    | 0    | 0    | 0.0  | 0.0 | 0.0 | 0.0 | 0.0  |
| Aaron Williams    | 5  | 0  | 14.2 | 42,3 | 0    | 75,0 | 4.2  | 0.8 | 0.2 | 1.4 | 5.6  |